# 朱显宗
朱显宗，浙江诸暨人，是一名明朝政治人物。
朱显宗曾于1409年接替练达任嘉定县知县一职，由王士显接任。